# Nekrolog 1879
Nekrolog
◄◄
| ◄
| 1875
| 1876
| 1877
| 1878
| 1879 | 1880 | 1881 | 1882 | 1883 | ► | ►►
Weitere Ereignisse | Allgemeiner Nekrolog 1879
Die Beschreibung der verstorbenen Person sollte so kurz wie möglich gehalten sein und nur deren signifikante Tätigkeit(en) enthalten.
Neue Namen ggf. auch unter dem Geburts- und Sterbedatum, also etwa unter 1. Januar und im Geburts- und Sterbejahr (2024) eintragen (nur bei entsprechender großer Wichtigkeit). Für Beispiele siehe die schon vorhandenen Artikel.
Außerdem über die fünf zuletzt Verstorbenen, zu denen es einen ausreichend guten Artikel für eine Präsentation auf der Hauptseite gibt, nach der todesbedingten Überarbeitung der Artikel ggf. auch unter Wikipedia Diskussion:Hauptseite informieren und sie am besten auch in den anderen Wikipedia-Sprachversionen eintragen. Tipp: Regelmäßig bei news.google.de nach „ist tot“, „gestorben“ oder „verstorben“ suchen.
Wenn eine Person gestorben ist, gibt es viele Seiten zu dieser Person in der Wikipedia, die davon auch betroffen sind und entsprechend aktualisiert werden müssen. Beispiele: Namenübersichtsseite, Geburtsjahr, Geburtsort-Seiten und viele mehr.
Wie finde ich die betroffenen Seiten?
Im Suchfeld auf der linken Seite gibt man den Suchbegriff so ein: „Vorname Nachname“. Dann klickt man auf Volltext und alle Seiten mit entsprechendem Suchtext werden aufgerufen. Hier sieht man dann schnell, wo auch das Todesjahr Sinn macht oder sogar ein Teil des Artikels angepasst werden muss. Auch hilft das „Werkzeug“ auf der linken Seite sehr gut, um solche Seiten aufzufinden: „Links auf diese Seite“. Somit ist die Wikipedia wieder aktuell in allen Bereichen! Hinweis: bei Eintragung der Kategorie „Gestorben JAHR“ wird der Missbrauchsfilter 49 ausgelöst, was jedoch nicht schlimm ist. Siehe: Spezial:Missbrauchsfilter/49
Dies ist eine Liste von im Jahr 1879 verstorbenen bekannten Persönlichkeiten. Die Einträge erfolgen innerhalb der einzelnen Daten alphabetisch sortiert. Tiere sind im Nekrolog für Tiere zu finden.

## Januar
| Tag        | Name                              | Beruf, bekannt als                                                                               | Alter | Beleg |
| ---------- | --------------------------------- | ------------------------------------------------------------------------------------------------ | ----- | ----- |
| 1. Januar  | Thomas Stevenson Drew             | US-amerikanischer Politiker, Gouverneur von Arkansas                                             | 76    |       |
| 1. Januar  | Albert von Nettelbladt            | deutscher Forstbeamter, Chef des Hofjagd-Departments in Mecklenburg-Schwerin                     | 66    |       |
| 1. Januar  | Johannes Theodor Ludwig Schroeder | deutscher Arzt                                                                                   | 79    |       |
| 2. Januar  | Caleb Cushing                     | US-amerikanischer Jurist, Politiker und Diplomat                                                 | 78    |       |
| 3. Januar  | Rudolf Rauchenstein               | Schweizer Philologe, Pädagoge und Politiker                                                      | 80    |       |
| 4. Januar  | Ernst Maschek                     | Violinist, Dirigent und Komponist                                                                | 66    |       |
| 5. Januar  | Marc Fournier                     | Schweizer Schriftsteller und Theaterdirektor                                                     |       |       |
| 5. Januar  | James B. McKean                   | US-amerikanischer Offizier, Jurist und Politiker                                                 | 57    |       |
| 5. Januar  | James McDevitt                    | irischer Geistlicher und römisch-katholischer Bischof von Raphoe                                 | 48    |       |
| 5. Januar  | Wilhelm von Schmeling             | preußischer General                                                                              | 67    |       |
| 6. Januar  | Zofia Branicka                    | polnische Adlige und Philanthropin                                                               | 88    |       |
| 8. Januar  | Baldomero Espartero               | spanischer Militär und Politiker                                                                 | 86    |       |
| 8. Januar  | Julian Hartridge                  | US-amerikanischer Politiker                                                                      | 49    |       |
| 8. Januar  | Ferdo Livadić                     | Komponist                                                                                        | 79    |       |
| 8. Januar  | Johann Philipp Wagner             | Kaufmann und Erfinder                                                                            | 79    |       |
| 9. Januar  | Wilhelm von König-Warthausen      | württembergischer Soldat und Politiker                                                           | 85    |       |
| 9. Januar  | Joseph Samuel Tauber              | österreichischer Schriftsteller und Journalist                                                   | 56    |       |
| 10. Januar | Jacob Bigelow                     | US-amerikanischer Mediziner und Botaniker                                                        | 91    |       |
| 10. Januar | Johann zu Fürstenberg             | Besitzer des Fideikommiss Weitra und Mitglied des Herrenhauses, Ritter des Goldenen Vließ        | 76    |       |
| 10. Januar | Gustav Schleicher                 | deutsch-amerikanischer Ingenieur, Unternehmer, Rechtsanwalt und Politiker                        | 55    |       |
| 10. Januar | Franz Xaver Wagner                | Schweizer Politiker                                                                              | 73    |       |
| 11. Januar | Wilhelm von Gayl                  | preußischer General der Infanterie                                                               | 64    |       |
| 12. Januar | Halil Şerif Pascha                | türkischer Diplomat, Frauenheld und Kunstsammler                                                 |       |       |
| 12. Januar | Auguste Ambroise Tardieu          | französischer Rechtsmediziner                                                                    | 60    |       |
| 13. Januar | Alexander De Witt                 | US-amerikanischer Politiker                                                                      | 80    |       |
| 13. Januar | Jakob Dubs                        | Schweizer Politiker                                                                              | 56    |       |
| 13. Januar | Julius Frauenstädt                | Dichter und Philosoph                                                                            | 65    |       |
| 13. Januar | Francis William Kellogg           | US-amerikanischer Geschäftsmann, Offizier und Politiker                                          | 68    |       |
| 13. Januar | Eduard Kurzbauer                  | österreichischer Maler                                                                           | 38    |       |
| 13. Januar | Heinrich von Oranien-Nassau       | Prinz der Niederlande                                                                            | 58    |       |
| 14. Januar | Pierre-Théodule Fracheboud        | Schweizer Jurist und Politiker                                                                   | 69    |       |
| 14. Januar | Tatjana Alexandrowna Jussupowa    | russische Adlige und Hofdame                                                                     | 49    |       |
| 14. Januar | Matthias Pangerl                  | böhmischer Historiker und Archivar                                                               | 44    |       |
| 14. Januar | Hermann von Zülow                 | mecklenburgischer General der Infanterie                                                         | 72    |       |
| 15. Januar | Edward Matthew Ward               | britischer Maler                                                                                 | 62    |       |
| 16. Januar | Octave Crémazie                   | kanadischer Lyriker, Schriftsteller und Buchhändler                                              | 51    |       |
| 18. Januar | Friedrich Eduard Meyerheim        | deutscher Genremaler                                                                             | 71    |       |
| 19. Januar | Eduard Heuchler                   | deutscher Architekt und Baumeister                                                               | 77    |       |
| 19. Januar | Georg Eduard Steitz               | deutscher evangelischer Theologe und Historiker                                                  | 68    |       |
| 20. Januar | Georg Höhn                        | deutscher Maler                                                                                  | 66    |       |
| 21. Januar | Ljuben Karawelow                  | bulgarischer Dichter und Bruder des bulgarischen Politikers Petko Karawelow                      | 44    |       |
| 22. Januar | Henriette von Bissing             | deutsche Erzählerin                                                                              | 80    |       |
| 22. Januar | Anthony Durnford                  | britischer Offizier; Kommandeur des Natal Native Contingent in der Schlacht bei Isandhlwana 1879 | 48    |       |
| 22. Januar | David Kilgore                     | US-amerikanischer Politiker                                                                      | 74    |       |
| 22. Januar | Guido Sandberger                  | deutscher Geologe und Paläontologe                                                               | 57    |       |
| 23. Januar | Adolf Jensen                      | deutscher Komponist                                                                              | 42    |       |
| 24. Januar | Hermann Friedrich Emmrich         | deutscher Paläontologe und Geologe                                                               | 63    |       |
| 24. Januar | Heinrich Geißler                  | deutscher Physiker und Erfinder                                                                  | 64    |       |
| 24. Januar | Carl Frederik Sørensen            | dänischer Marinemaler                                                                            | 60    |       |
| 24. Januar | Johann Tondl                      | österreichischer Landwirt und Politiker                                                          | 89    |       |
| 25. Januar | Friedrich Handtke                 | deutscher Kartograf                                                                              | 63    |       |
| 26. Januar | John Cadwalader                   | US-amerikanischer Jurist und Politiker                                                           | 73    |       |
| 26. Januar | Julia Margaret Cameron            | britische Fotografin                                                                             | 63    |       |
| 26. Januar | Carl Genzke                       | deutscher Veterinär, Humanmediziner und Parlamentarier                                           | 77    |       |
| 26. Januar | Franz Seraphim Köllerer           | deutscher Brauereibesitzer und Politiker (Zentrum), MdR                                          | 39    |       |
| 26. Januar | Wilhelm Lotze                     | deutscher Fleischer, Wirt, Gildemeister und Historiker                                           | 78    |       |
| 27. Januar | John Lawrence, 1. Baron Lawrence  | britischer Kolonialbeamter und Vizekönig von Indien                                              | 67    |       |
| 28. Januar | Heinrich Glax                     | österreichischer Historiker und Politiker                                                        | 70    |       |
| 28. Januar | Benedict Stilling                 | deutscher Mediziner                                                                              | 68    |       |
| 28. Januar | Carl Trotsche                     | Jurist und Gerichtspräsident des Oberappellationsgerichts Rostock                                | 75    |       |
| 28. Januar | Hermann Friedrich Waesemann       | deutscher Architekt                                                                              | 65    |       |
| 29. Januar | Antonio Benedetto Antonucci       | Kardinal der katholischen Kirche                                                                 | 80    |       |
| 30. Januar | Moritz Koeppe                     | deutscher Psychiater                                                                             | 46    |       |
| 31. Januar | Dietrich Becker                   | deutscher katholischer Priester, Domkapitular, Dompfarrer                                        | 48    |       |
| 31. Januar | Ferdinand Rugel                   | deutschamerikanischer Apotheker und Botaniker                                                    | 72    |       |
| Januar     | Adam White                        | schottischer Zoologe                                                                             | 61    |       |

## Februar
| Tag         | Name                                         | Beruf, bekannt als                                                                                             | Alter | Beleg |
| ----------- | -------------------------------------------- | --- | ----- | ----- |
| 1. Februar  | Gustav von Jagow                             | deutscher Beamter und Politiker, MdR                                                                           | 65    |       |
| 1. Februar  | Friedrich zu Solms-Baruth                    | preußischer Standesherr und Politiker                                                                          | 83    |       |
| 2. Februar  | Michael Berlenz                              | fränkischer Kaufmann                                                                                           | 73    |       |
| 2. Februar  | Adolf Hohneck                                | deutscher Maler und Grafiker                                                                                   | 68    |       |
| 3. Februar  | George Cadwalader                            | amerikanischer General im Mexikanisch-Amerikanischen Krieg sowie der Nordstaaten im Amerikanischen Bürgerkrieg | 72    |       |
| 4. Februar  | Michael Echter                               | deutscher Maler                                                                                                | 66    |       |
| 5. Februar  | Ferdinand Hirt                               | deutscher Buchhändler und Verleger                                                                             | 68    |       |
| 5. Februar  | Ignatz Kapfhammer                            | bayerischer Politiker                                                                                          | 76    |       |
| 5. Februar  | Pierre Montée                                | französischer Literaturwissenschaftler                                                                         | 42    |       |
| 5. Februar  | Franz Anton von Scharpff                     | deutscher katholischer Theologe                                                                                | 69    |       |
| 6. Februar  | Franz Schneider von Dillenburg               | k. k. Generalmajor                                                                                             | 79    |       |
| 6. Februar  | Berthold Fischer                             | österreichischer Unternehmer                                                                                   | 72    |       |
| 6. Februar  | Hermann Adolph Köhler                        | deutscher Mediziner und Chemiker                                                                               | 44    |       |
| 6. Februar  | Carl Voigt                                   | deutscher Musiker, Dirigent und Chorleiter                                                                     | 70    |       |
| 7. Februar  | Louis François Clairville                    | französischer Bühnenautor und Librettist                                                                       | 68    |       |
| 7. Februar  | Pascal Coste                                 | französischer Ingenieur und Architekt                                                                          | 91    |       |
| 7. Februar  | William Henson Wallace                       | US-amerikanischer Politiker                                                                                    | 67    |       |
| 8. Februar  | Johann Jacob Köpcke                          | deutscher Kaufmann                                                                                             | 69    |       |
| 8. Februar  | Eduard Otto Moser                            | deutscher Schokoladenhersteller                                                                                | 60    |       |
| 10. Februar | Heinrich Wilhelm Buek                        | deutscher Arzt und Botaniker                                                                                   | 82    |       |
| 10. Februar | Joseph Casey                                 | US-amerikanischer Jurist und Politiker                                                                         | 64    |       |
| 10. Februar | Honoré Daumier                               | französischer Maler, Bildhauer, Graphiker und Karikaturist                                                     | 70    |       |
| 10. Februar | Karl Christian Eberhard Ehmann               | württembergischer lutherischer Pfarrer                                                                         | 71    |       |
| 10. Februar | Paul Gervais                                 | französischer Zoologe und Paläontologe                                                                         | 62    |       |
| 10. Februar | Wolter Robert van Hoëvell                    | niederländischer Publizist                                                                                     | 66    |       |
| 11. Februar | Fabre Geffrard                               | haitianischer Politiker                                                                                        | 72    |       |
| 11. Februar | Dirk Arie Lamme                              | niederländischer Kunsthändler und Museumsdirektor                                                              | 39    |       |
| 11. Februar | Christopher Yancy Thomas                     | US-amerikanischer Politiker                                                                                    | 60    |       |
| 12. Februar | Friedrich Back                               | deutscher evangelischer Pfarrer, Superintendent und Heimatforscher                                             | 77    |       |
| 12. Februar | Karl von Hammer-Purgstall                    | österreichischer Politiker                                                                                     | 61    |       |
| 14. Februar | Carl Krägen                                  | deutscher Musiker und Komponist                                                                                | 81    |       |
| 14. Februar | Stephen Friel Nuckolls                       | US-amerikanischer Politiker                                                                                    | 53    |       |
| 16. Februar | Émile Prisse d’Avesnes                       | französischer Ägyptologe                                                                                       | 72    |       |
| 16. Februar | Karl von Bärensprung                         | deutscher Jurist, Rittergutsbesitzer und Politiker, MdR                                                        | 67    |       |
| 16. Februar | Felix Schumann                               | Sohn von Robert Schumann und Clara Schumann                                                                    | 24    |       |
| 16. Februar | Frederick Smith                              | britischer Entomologe                                                                                          | 73    |       |
| 16. Februar | Caspar Thywissen                             | deutscher Unternehmer                                                                                          | 77    |       |
| 17. Februar | David Filby                                  | deutscher Optiker, Mechaniker und Politiker, MdHB                                                              | 68    |       |
| 18. Februar | Robert Hall Chilton                          | General der Konföderierten Staaten von Amerika im Amerikanischen Bürgerkrieg                                   | 63    |       |
| 20. Februar | Heinrich Fischer                             | Bürgermeister von Warburg                                                                                      | 71    |       |
| 20. Februar | Eugène Millet                                | französischer Architekt                                                                                        | 59    |       |
| 21. Februar | Schir Ali                                    | Emir von Afghanistan                                                                                           |       |       |
| 21. Februar | Pieter Philip van Bosse                      | niederländischer Staatsmann, Vorsitzender des Ministerrats (1868–1871)                                         | 69    |       |
| 21. Februar | Jacob Aaron Westervelt                       | US-amerikanischer Schiffsbauunternehmer, Bürgermeister von New York City (1853–1855)                           | 79    |       |
| 22. Februar | Colin von Halkett                            | deutscher Offizier und Politiker (DHP), MdR                                                                    | 62    |       |
| 22. Februar | Saint-René Taillandier                       | französischer Romanist, Komparatist und Historiker                                                             | 61    |       |
| 23. Februar | Josef Arnold der Ältere                      | österreichischer Freskenmaler                                                                                  | 90    |       |
| 23. Februar | Albrecht von Roon                            | preußischer Offizier, zuletzt Generalfeldmarschall sowie Minister                                              | 75    |       |
| 23. Februar | Georg Gottlieb Schirges                      | deutscher Apotheker, Schriftsteller und Journalist. Mitbegründer der Hamburger Arbeiterbewegung                | 67    |       |
| 24. Februar | Abraham B. Hasbrouck                         | US-amerikanischer Jurist und Politiker                                                                         | 87    |       |
| 25. Februar | Mathias Joseph Fischer                       | Trierer Stadtoriginal                                                                                          | 56    |       |
| 25. Februar | Wladimir Georgijewitsch Kastrioto-Skanderbek | russischer Komponist                                                                                           |       |       |
| 25. Februar | Hugo Paur                                    | deutscher Richter und Parlamentarier                                                                           |       |       |
| 25. Februar | Hans Sudendorf                               | deutscher Historiker und Staatsarchivar                                                                        | 66    |       |
| 25. Februar | Karl Wilhelm von Willisen                    | preußischer General und Militärschriftsteller                                                                  | 88    |       |
| 26. Februar | Otto Blau                                    | deutscher Orientalist                                                                                          | 50    |       |
| 26. Februar | Franz Leopold Sonnenschein                   | deutscher Chemiker                                                                                             | 61    |       |
| 26. Februar | Karl Ludwig Weisser                          | Lithograph und Kunstgelehrter                                                                                  | 55    |       |
| 27. Februar | Filippo Maria Guidi                          | italienischer Kardinal                                                                                         | 63    |       |
| 28. Februar | Marie Cachová                                | tschechische Opernsängerin (Alt)                                                                               | 25    |       |
| 28. Februar | Julius von Hollen                            | deutscher Jurist, Gutsbesitzer und Abgeordneter                                                                | 74    |       |
| 28. Februar | Karl Otto von Manteuffel                     | preußischer Beamter, Landwirtschaftsminister und Abgeordneter                                                  | 72    |       |
| 28. Februar | Otto von Westarp                             | preußischer Verwaltungsjurist, Landrat und Regierungspräsident von Gumbinnen                                   | 53    |       |

## März
| Tag      | Name                                         | Beruf, bekannt als                                                                                     | Alter | Beleg |
| -------- | -------------------------------------------- | --- | ----- | ----- |
| 1. März  | Karl Becker                                  | deutscher Bariton                                                                                      |       |       |
| 1. März  | Leopold von Eltester                         | deutscher Archivar und Historiker                                                                      | 56    |       |
| 1. März  | Joachim Heer                                 | Schweizer Politiker                                                                                    | 53    |       |
| 1. März  | Eduard Kierschner                            | österreichischer Theaterschauspieler und Schriftsteller                                                | 53    |       |
| 1. März  | Caroline Olivier                             | Schweizer Autorin                                                                                      | 75    |       |
| 2. März  | Jules Bastide                                | französischer Politiker, Außenminister Frankreichs 1848                                                | 78    |       |
| 2. März  | Wade Keyes                                   | US-amerikanischer Jurist und Politiker                                                                 | 57    |       |
| 2. März  | Jakob Senn                                   | Schweizer Schriftsteller                                                                               | 54    |       |
| 3. März  | William Kingdon Clifford                     | britischer Philosoph und Mathematiker                                                                  | 33    |       |
| 3. März  | Katharina Fröhlich                           | Verlobte Grillparzers                                                                                  | 78    |       |
| 3. März  | William Howitt                               | englischer Schriftsteller                                                                              |       |       |
| 3. März  | Kaspar Offenberg                             | deutscher Politiker                                                                                    | 70    |       |
| 3. März  | Edward Jerningham Wakefield                  | englischer Politiker, Publizist, Abenteurer und Vertreter der New Zealand Company in Neuseeland        | 58    |       |
| 4. März  | Karl Beck                                    | österreichischer Opernsänger (Tenor)                                                                   |       |       |
| 4. März  | Pietro Fanfani                               | Dichter                                                                                                | 63    |       |
| 4. März  | Wilhelm Lübeck                               | deutscher Turner und Turnpädagoge                                                                      | 69    |       |
| 4. März  | Julie Marie Christine von Oldofredi-Hager    | österreichische Dichterin                                                                              | 66    |       |
| 4. März  | László Paál                                  | ungarischer Landschaftsmaler des Impressionismus                                                       | 32    |       |
| 5. März  | Luis Padial                                  | puerto-ricanischer Brigadier, Politiker und Abolitionist                                               | 47    |       |
| 5. März  | Rosalie von Rauch                            | Gräfin von Hohenau                                                                                     | 58    |       |
| 6. März  | Elihu Burritt                                | US-amerikanischer Diplomat, Philanthrop und Friedensaktivist                                           | 68    |       |
| 6. März  | Franz Ferdinand Gellern                      | deutscher Jurist und Politiker                                                                         | 79    |       |
| 6. März  | Eduard von Kielmansegg                       | deutscher königlich-hannoverscher Ministerpräsident                                                    | 75    |       |
| 6. März  | Wilhelm Friedrich Volger                     | deutscher Pädagoge, Schulleiter und Historiker                                                         | 84    |       |
| 7. März  | Marshall B. Champlain                        | US-amerikanischer Jurist und Politiker                                                                 | 54    |       |
| 7. März  | Anton Hunkeler                               | Schweizer Politiker                                                                                    | 80    |       |
| 7. März  | Carl Sandberg                                | schwedischer Historiker                                                                                | 80    |       |
| 8. März  | Adelbert von Löwenstern                      | königlich dänischer Kammerherr und königlich preußischer Auditeur der Armee                            | 61    |       |
| 8. März  | Edmund Theodor Ratzenberger                  | deutscher Pianist, Komponist, Dirigent und Musiklehrer                                                 | 38    |       |
| 8. März  | Carl von Senden                              | preußischer Beamter, Regierungspräsident von Köslin (1852–1856)                                        | 70    |       |
| 9. März  | Viktor von Alten                             | hannoverscher Geheimer Rat                                                                             | 78    |       |
| 9. März  | Alexander Iwanowitsch Barjatinski            | russischer Feldmarschall                                                                               | 63    |       |
| 9. März  | Gaspare Mainardi                             | italienischer Mathematiker                                                                             | 78    |       |
| 10. März | Wilhelm von Jena                             | preußischer Gutsbesitzer und Politiker                                                                 | 81    |       |
| 10. März | Justin Friedrich Wilhelm Löning              | deutscher Kaufmann                                                                                     | 82    |       |
| 10. März | Paul von Thurn und Taxis                     | Prinz von Thurn und Taxis                                                                              | 35    |       |
| 11. März | Leopold Eichelberg                           | deutscher Mediziner und Freiheitskämpfer                                                               | 74    |       |
| 11. März | Eugen von Sperber                            | deutscher Rittergutsbesitzer und Politiker                                                             | 70    |       |
| 13. März | Adolf Anderssen                              | deutscher Schachmeister                                                                                | 60    |       |
| 13. März | Julius Findeisen                             | deutscher Dramatiker und Schauspieler                                                                  | 69    |       |
| 13. März | Gustav Theodor Goll                          | württembergischer Oberamtmann                                                                          | 57    |       |
| 16. März | Johann Jakob Baader                          | Schweizer Arzt, Nationalrat und Landrat                                                                | 68    |       |
| 16. März | George Goldthwaite                           | US-amerikanischer Jurist und Politiker                                                                 | 69    |       |
| 16. März | Werner Adolph Schupmann                      | deutscher katholischer Priester                                                                        | 63    |       |
| 17. März | Jean-Louis Ancrenaz                          | Schweizer Politiker                                                                                    | 64    |       |
| 17. März | Edward Barry                                 | französischer Historiker und Epigraphiker                                                              | 69    |       |
| 17. März | David Born                                   | deutscher Unternehmer und Stadtentwickler                                                              | 61    |       |
| 17. März | Emil Hermann Hartwich                        | deutscher Eisenbahningenieur                                                                           | 77    |       |
| 17. März | Ludwig Reichenbach                           | deutscher Naturwissenschaftler, Zoologe und Botaniker                                                  | 86    |       |
| 17. März | Adolf Strodtmann                             | Schriftsteller und Übersetzer                                                                          | 49    |       |
| 18. März | Adolf von Gerhardt                           | preußischer Landrat und Polizeipräsident                                                               | 75    |       |
| 18. März | Friedrich Eduard Oberländer                  | deutscher Jurist und Politiker                                                                         | 71    |       |
| 18. März | Carl Wilhelm Pauli                           | deutscher Rechtswissenschaftler, Richter und Historiker                                                | 86    |       |
| 19. März | Claire Clairmont                             | britische Schriftstellerin und Geliebte des Dichters Lord Byron                                        | 80    |       |
| 20. März | Johann Huber                                 | deutscher Publizist und Philosoph                                                                      | 48    |       |
| 20. März | Carl Hugo Tzschucke                          | deutscher Jurist und Politiker, Mitglied der Frankfurter Nationalversammlung, MdL (Königreich Sachsen) | 70    |       |
| 20. März | Johann Ulrich Wirth                          | deutscher protestantischer Theologe und Philosoph                                                      | 68    |       |
| 21. März | Lewis R. Bradley                             | US-amerikanischer Politiker                                                                            | 74    |       |
| 21. März | William Fell Giles                           | US-amerikanischer Jurist und Politiker                                                                 | 71    |       |
| 22. März | Johann Daniel Zacharias Burjam               | deutscher Violinist und Kirchenmusiker                                                                 | 76    |       |
| 22. März | Carl Lill                                    | deutscher Maler, Zeichner und Lithograf                                                                | 71    |       |
| 22. März | Pawel von Taganrog                           | russischer Geistlicher und Heiliger                                                                    | 86    |       |
| 22. März | John George Woodford                         | britischer Offizier und Schlachtfeldarchäologe                                                         | 94    |       |
| 23. März | Eduard Dürre                                 | deutscher Turner und Turnpädagoge                                                                      | 82    |       |
| 23. März | Tytus Woyciechowski                          | polnischer Landwirt                                                                                    | 70    |       |
| 24. März | Sava Barcianu-Popovici                       | rumänischer Kleriker, Romanist, Rumänist, Germanist, Grammatiker und Lexikograf                        |       |       |
| 24. März | Otto Heinrich Framhein                       | deutscher Kaufmann, MdHB, Hamburger Senator                                                            | 56    |       |
| 24. März | Karl Karmarsch                               | deutscher Technologe                                                                                   | 75    |       |
| 24. März | Friedrich Ludwig Weusthoff                   | deutscher Kaufmann                                                                                     | 83    |       |
| 25. März | Georg Friedrich Schömann                     | deutscher Altphilologe                                                                                 | 85    |       |
| 26. März | John M. Coghlan                              | US-amerikanischer Politiker                                                                            | 43    |       |
| 26. März | John Milton Elliott                          | US-amerikanischer Jurist und Politiker                                                                 | 58    |       |
| 27. März | Dezydery Chłapowski                          | polnischer General                                                                                     | 90    |       |
| 27. März | Hercule Florence                             | französisch-brasilianischer Maler, Erfinder und Fotopionier                                            | 75    |       |
| 27. März | Joachim Friedrich Ernst Waldemar von Preußen | preußischer Prinz                                                                                      | 11    |       |
| 28. März | Friedrich August Barth                       | deutscher konservativer Politiker, MdL (Königreich Sachsen)                                            | 62    |       |
| 28. März | Haywood Yancey Riddle                        | US-amerikanischer Politiker                                                                            | 44    |       |
| 29. März | William Albert                               | US-amerikanischer Politiker                                                                            | 62    |       |
| 30. März | Teodoro Cottrau                              | italienischer Autor und Komponist                                                                      | 51    |       |
| 30. März | Thomas Couture                               | französischer Maler                                                                                    | 63    |       |
| 30. März | James K. Gibson                              | US-amerikanischer Politiker                                                                            | 67    |       |
| 31. März | Gustav Justi                                 | deutscher Landtagsabgeordneter und Fabrikant                                                           | 68    |       |

## April
| Tag       | Name                                 | Beruf, bekannt als                                                                            | Alter | Beleg |
| --------- | ------------------------------------ | --------------------------------------------------------------------------------------------- | ----- | ----- |
| 1. April  | Julius Evelt                         | deutscher Autor und Professor für Kirchengeschichte und Patrologie                            | 55    |       |
| 1. April  | Paul Migy                            | Schweizer Politiker                                                                           | 64    |       |
| 2. April  | Carl Göring                          | deutscher Philosoph und Schachmeister                                                         | 37    |       |
| 3. April  | James Augustus Stewart               | US-amerikanischer Jurist und Politiker                                                        | 70    |       |
| 3. April  | Johann Friedrich Anton Wüppermann    | deutscher Kaufmann und Chef des Hamburger Bürgermilitär                                       | 89    |       |
| 4. April  | Heinrich Wilhelm Dove                | deutscher Physiker und Meteorologe                                                            | 75    |       |
| 4. April  | Heinrich Gries                       | deutscher Kaufmann und Politiker, MdHB                                                        | 71    |       |
| 4. April  | Elizabeth Patterson                  | Erste Ehefrau von Jérôme Bonaparte                                                            | 94    |       |
| 6. April  | Karl Joseph Berckmüller              | deutscher Architekt, großherzoglich badischer Baubeamter                                      | 78    |       |
| 6. April  | Vinzenz Gasser                       | österreichischer Theologe, Philosoph, Politiker und Fürstbischof von Brixen                   | 69    |       |
| 7. April  | Adolphe Fontanel                     | Schweizer Mediziner und Politiker                                                             | 60    |       |
| 7. April  | Johann von Hoffinger                 | österreichischer Publizist                                                                    | 53    |       |
| 7. April  | Joseph M. Root                       | US-amerikanischer Politiker (United States Whig Party)                                        | 71    |       |
| 8. April  | Asa Fitch                            | US-amerikanischer Entomologe                                                                  | 70    |       |
| 8. April  | Eduard Fleck                         | deutscher Jurist                                                                              | 74    |       |
| 8. April  | Karl Horn                            | deutscher evangelischer Theologe                                                              | 84    |       |
| 8. April  | Alois Lütolf                         | Schweizer Kirchenhistoriker und Sagensammler                                                  | 54    |       |
| 8. April  | James Nicol                          | schottischer Geologe                                                                          | 68    |       |
| 8. April  | Anthony Panizzi                      | italienischer Bibliothekar und Direktor der Bibliothek des British Museum                     | 81    |       |
| 8. April  | Christian Cornelius Paus             | norwegischer Jurist und Politiker                                                             | 78    |       |
| 8. April  | Nikolai Iwanowitsch Saremba          | russischer Musiktheoretiker und Komponist                                                     | 57    |       |
| 9. April  | Karl Isidor Beck                     | österreichischer Dichter                                                                      | 61    |       |
| 9. April  | Ernst Friedrich Richter              | Leipziger Thomaskantor, Professor am Konservatorium, Musikdirektor an der Universität Leipzig | 70    |       |
| 11. April | Alfred A. Burnham                    | US-amerikanischer Politiker                                                                   | 60    |       |
| 12. April | August von Fligely                   | österreichischer Kartograph, Begründer der Gradvermessungslehre                               | 68    |       |
| 12. April | Innokenti Weniaminow                 | russisch-orthodoxer Heiliger                                                                  | 81    |       |
| 12. April | Friedrich Pfeiffer                   | deutscher Politiker                                                                           | 63    |       |
| 12. April | Richard Taylor                       | US-amerikanischer Politiker und Südstaaten-General im amerikanischen Bürgerkrieg              | 53    |       |
| 12. April | Hippolyte de Villemessant            | französischer Journalist                                                                      | 68    |       |
| 15. April | Georg Schambach                      | deutscher Germanist, Volkskundler und Gymnasialdirektor                                       | 68    |       |
| 16. April | Erik Bodom                           | norwegischer Maler                                                                            | 49    |       |
| 16. April | Peter Kosler                         | slowenischer Topograph                                                                        | 55    |       |
| 16. April | Jacob Jan van der Maaten             | holländischer Radierer, Lithograph und Landschaftsmaler                                       | 59    |       |
| 16. April | Bernadette Soubirous                 | französische Heilige                                                                          | 35    |       |
| 17. April | Botho Heinrich zu Eulenburg          | preußischer Beamter und Politiker, MdR                                                        | 74    |       |
| 17. April | Kaspar Willi                         | römisch-katholischer Bischof des Bistums Chur                                                 | 56    |       |
| 19. April | Heinrich Carl Kayser                 | deutscher Ingenieur und Vorsitzender des Vereins Deutscher Ingenieure (VDI)                   | 63    |       |
| 20. April | Gawriil Konstantinowitsch Aiwasowski | russischer Orientalist armenischer Abstammung                                                 | 66    |       |
| 20. April | Heinrich Kellinghusen                | Hamburger Bürgermeister                                                                       | 83    |       |
| 20. April | William H. Kelsey                    | US-amerikanischer Jurist und Politiker                                                        | 66    |       |
| 20. April | Ludwig August Riedinger              | deutscher Unternehmer                                                                         | 69    |       |
| 21. April | John Adams Dix                       | US-amerikanischer Offizier und Politiker                                                      | 80    |       |
| 21. April | Richard Beissel von Gymnich          | deutscher Verwaltungsbeamter, Rittergutsbesitzer und Hofbeamter                               | 76    |       |
| 21. April | Hermann Loew                         | deutscher Insektenforscher                                                                    | 71    |       |
| 21. April | Hans Lorenz Andreas Vent             | deutscher evangelischer Theologe                                                              | 94    |       |
| 22. April | August Köhler                        | deutscher Kindergartenpädagoge, Nachfolger Fröbels                                            | 57    |       |
| 22. April | Georg Christian Wernle               | württembergischer Oberamtmann                                                                 | 53    |       |
| 23. April | Eugenio Aguilar Gonzalez Batres      | Supremo Director von El Salvador                                                              | 74    |       |
| 23. April | Gottlieb Luther                      | deutscher Unternehmer und Pionier im Mühlenbau                                                | 66    |       |
| 23. April | Elisabetta Fiorini Mazzanti          | italienische Botanikerin                                                                      | 79    |       |
| 23. April | Andrew Z. McCarty                    | US-amerikanischer Jurist und Politiker                                                        | 70    |       |
| 23. April | George Walker                        | englischer Schachspieler                                                                      | 76    |       |
| 24. April | Paul Schleifer                       | ukrainischer Künstler und Architekt                                                           | 64    |       |
| 26. April | Karl Wilhelm Laßwitz                 | Politiker und Unternehmer                                                                     | 70    |       |
| 26. April | Max Maerz                            | deutscher Orgelbauer                                                                          |       |       |
| 26. April | Carlo Luigi Morichini                | italienischer Geistlicher und apostolischer Nuntius                                           | 73    |       |
| 26. April | Édouard-Léon Scott de Martinville    | französischer Erfinder                                                                        | 62    |       |
| 26. April | Theodor Plieninger                   | deutscher Paläontologe und Naturwissenschaftler                                               | 83    |       |
| 27. April | Alfred Sully                         | US-amerikanischer General im Sezessionskrieg und den Indianerkriegen                          | 57    |       |
| 28. April | Thilo Irmisch                        | deutscher Botaniker                                                                           | 63    |       |
| 28. April | Anna Nordlander                      | schwedische Malerin                                                                           | 36    |       |
| 28. April | James J. Winans                      | US-amerikanischer Politiker                                                                   | 60    |       |
| 29. April | Teobaldo Cesari                      | Generalabt der Zisterzienser                                                                  | 75    |       |
| 29. April | Rush Clark                           | US-amerikanischer Politiker                                                                   | 44    |       |
| 29. April | Douglas Hancock Cooper               | General der Konföderierten Staaten im Amerikanischen Bürgerkrieg                              | 63    |       |
| 29. April | Michael Etienne                      | österreichischer Journalist und Publizist                                                     | 51    |       |
| 29. April | Friedrich Wilhelm Meinel             | deutscher evangelischer Pfarrer und Politiker                                                 | 87    |       |
| 29. April | Eli Sims Shorter                     | US-amerikanischer Politiker, Gouverneur von Florida                                           | 56    |       |
| 29. April | Johann Georg Weibhauser              | deutscher Maler                                                                               | 73    |       |
| 30. April | Clinton L. Cobb                      | US-amerikanischer Politiker                                                                   | 36    |       |
| 30. April | Thomas Samuel Grace                  | britischer Missionar in Neuseeland                                                            | 64    |       |
| April     | Wilhelm Hollmann                     | deutscher Sänger und Komponist                                                                |       |       |
| April     | Lone Wolf                            | Häuptling der Kiowa-Indianer                                                                  |       |       |

## Mai
| Tag     | Name                                | Beruf, bekannt als                                                                                 | Alter | Beleg |
| ------- | ----------------------------------- | -------------------------------------------------------------------------------------------------- | ----- | ----- |
| 1. Mai  | William Bambridge                   | britischer Lehrer, Missionar und ein Fotograf der Königin Victoria von Großbritannien und Irland   | 59    |       |
| 1. Mai  | Carl Christian Leberecht Franke     | deutscher evangelischer Theologe                                                                   | 82    |       |
| 2. Mai  | Franz Bockel                        | deutscher Autor                                                                                    | 81    |       |
| 2. Mai  | Gustav Adolf Kuntz                  | deutscher Bildhauer und Genremaler                                                                 | 36    |       |
| 3. Mai  | Friedrich Wilhelm Dommes            | deutscher Mediziner, Königlich Hannoverscher Hofmedikus, Geburtshelfer und Medizinalrat            | 73    |       |
| 3. Mai  | Richard Laming                      | englischer Arzt, Naturforscher, Erfinder, Chemiker und Industrieller                               |       |       |
| 4. Mai  | Félix-Charles Douay                 | französischer General                                                                              | 62    |       |
| 4. Mai  | William Froude                      | englischer Schiffbauingenieur und Forscher auf dem Gebiet der Hydrodynamik                         | 68    |       |
| 4. Mai  | Emil Alexander Wilhelm Senff        | Justizkommissär in der Provinz Posen                                                               | 71    |       |
| 5. Mai  | Isaac Butt                          | irischer Rechtsanwalt, Wirtschaftswissenschaftler und Politiker                                    | 65    |       |
| 5. Mai  | Alejandro Ciccarelli                | italienisch-chilenischer Maler                                                                     | 68    |       |
| 6. Mai  | Edwin N. Cooke                      | US-amerikanischer Geschäftsmann und Politiker (Republikanische Partei)                             | 69    |       |
| 6. Mai  | Georg Heinrich Crola                | deutscher Maler und Zeichner                                                                       | 74    |       |
| 6. Mai  | Hermann Schmalz                     | deutscher Hochschullehrer und Politiker, MdR, Kulturpolitiker und Landrat in Ostpreußen            | 71    |       |
| 6. Mai  | Alessandro Valsecchi                | italienischer Geistlicher                                                                          | 69    |       |
| 7. Mai  | Charles De Coster                   | belgischer Schriftsteller                                                                          | 51    |       |
| 7. Mai  | Philip Kelland                      | britischer Mathematiker                                                                            | 70    |       |
| 7. Mai  | Lauchlan MacLean                    | deutscher Verwaltungs- und Ministerialbeamter und Parlamentarier                                   | 73    |       |
| 7. Mai  | Franz Moth                          | böhmischer Mathematiker und Hochschullehrer                                                        | 76    |       |
| 7. Mai  | Kaspar Schwarz                      | österreichischer Kaufmann und Bürgermeister in Freistadt                                           | 68    |       |
| 8. Mai  | Henry Collen                        | englischer Maler und Fotograf                                                                      | 81    |       |
| 8. Mai  | Dominikus Irschara                  | Propst des Klosters Neustift                                                                       | 76    |       |
| 8. Mai  | George Petrie                       | US-amerikanischer Politiker                                                                        | 85    |       |
| 9. Mai  | Karolina Gerhardinger               | Ordensschwester und Gründerin der Kongregation der „Armen Schulschwestern von Unserer Lieben Frau“ | 81    |       |
| 9. Mai  | Gottfried Götting                   | deutscher Bildhauer                                                                                | 39    |       |
| 9. Mai  | August Grisebach                    | deutscher Botaniker und Hochschullehrer                                                            | 65    |       |
| 9. Mai  | Carl Ferdinand Nieper               | deutscher Jurist und Politiker (DHP), MdR                                                          | 67    |       |
| 10. Mai | Donat Müller                        | deutscher Musiker, Komponist, Musikpädagoge, Verleger, Redakteur                                   | 75    |       |
| 11. Mai | John Rogers                         | US-amerikanischer Politiker                                                                        | 66    |       |
| 11. Mai | Bernhard Wolff                      | Zeitungsgründer und Nachrichtenunternehmer                                                         | 68    |       |
| 12. Mai | Ludwig Angerer                      | österreichischer Fotograf                                                                          | 51    |       |
| 12. Mai | Samuel Gobat                        | protestantischer Bischof von Jerusalem                                                             | 80    |       |
| 14. Mai | Franz Diener                        | deutscher Geiger, Komponist und Opernsänger (Bariton, Tenor)                                       | 30    |       |
| 14. Mai | Gottfried Menzel                    | deutscher römisch-katholischer Priester und Naturforscher                                          | 80    |       |
| 14. Mai | Maria von Parmentier                | österreichische Malerin und Grafikerin                                                             | 33    |       |
| 14. Mai | Henry Sewell                        | Premierminister von Neuseeland                                                                     | 71    |       |
| 15. Mai | George Fife Angas                   | australischer Politiker                                                                            | 90    |       |
| 15. Mai | Ludwig Diestel                      | deutscher protestantischer Theologe                                                                | 53    |       |
| 15. Mai | Kenner Garrard                      | General der US-Armee                                                                               | 51    |       |
| 15. Mai | John McCulloch                      | US-amerikanischer Politiker                                                                        | 72    |       |
| 15. Mai | Heinrich von Scholl                 | österreichischer Generalmajor, Festungstechniker und k.k. Landesverteidigungsminister              | 64    |       |
| 15. Mai | Gottfried Semper                    | deutscher Architekt und Hochschullehrer                                                            | 75    |       |
| 15. Mai | Jakob Stämpfli                      | Schweizer Politiker                                                                                | 59    |       |
| 17. Mai | Erwein von der Leyen                | zweiter Fürst von der Leyen                                                                        | 81    |       |
| 17. Mai | Asa Packer                          | US-amerikanischer Geschäftsmann und Politiker                                                      | 73    |       |
| 17. Mai | Philipp Wilhelm Plessing            | Lübecker Rechtsanwalt, Notar und Politiker                                                         | 55    |       |
| 18. Mai | John Berry                          | US-amerikanischer Politiker                                                                        | 46    |       |
| 18. Mai | Johannes Merkel                     | deutscher Textilfabrikant                                                                          | 81    |       |
| 18. Mai | Asahel Peck                         | US-amerikanischer Jurist und Politiker                                                             | 76    |       |
| 18. Mai | Édouard Spach                       | französischer Botaniker                                                                            | 77    |       |
| 19. Mai | Adam Friedrich Molz                 | Schweizer Lehrer und evangelischer Geistlicher                                                     | 89    |       |
| 19. Mai | Johannes Theodor von Witzleben      | dänisch-deutscher Schauspieler                                                                     | 47    |       |
| 20. Mai | Adam Müller                         | deutscher Politiker                                                                                | 64    |       |
| 20. Mai | Carl Wilhelm Schnars                | deutscher Arzt, Archäologe, Journalist und Reiseschriftsteller                                     | 72    |       |
| 20. Mai | Charles Skelton                     | US-amerikanischer Politiker                                                                        | 73    |       |
| 21. Mai | Bernhard Fries                      | deutscher Landschaftsmaler                                                                         | 59    |       |
| 21. Mai | Arturo Prat                         | chilenischer Seeheld                                                                               | 31    |       |
| 22. Mai | Johan Peter Aagaard                 | dänischer Xylograph                                                                                | 61    |       |
| 22. Mai | James Thomas Harrison               | Politiker der Konföderierten Staaten                                                               | 67    |       |
| 22. Mai | Klaas Peter Reinders                | deutscher Politiker (SPD), MdR                                                                     | 31    |       |
| 23. Mai | Carl Rudolf Samuel Peiper           | deutscher Philologe und Orientalist                                                                | 81    |       |
| 24. Mai | William Lloyd Garrison              | US-amerikanischer Schriftsteller und Vorkämpfer für die Abschaffung der Sklaverei in den USA       | 73    |       |
| 24. Mai | Julius Moser                        | deutscher Porträtmaler                                                                             | 73    |       |
| 24. Mai | Cesare Mussini                      | deutsch-italienischer Maler                                                                        | 74    |       |
| 25. Mai | Karl Heinrich Koch                  | deutscher Botaniker                                                                                | 69    |       |
| 25. Mai | Carl Richtsteig                     | deutscher Politiker                                                                                | 70    |       |
| 25. Mai | Jacob Shower                        | US-amerikanischer Politiker                                                                        | 76    |       |
| 26. Mai | Theodor Müllensiefen                | deutscher Unternehmer und Politiker                                                                | 76    |       |
| 26. Mai | Walerian Andrejewitsch Ossinski     | russischer Terrorist                                                                               | 26    |       |
| 27. Mai | Epaminondas Deligiorgis             | griechischer Ministerpräsident                                                                     |       |       |
| 27. Mai | Fredrika Charlotta Runeberg         | finnlandschwedische Schriftstellerin                                                               | 71    |       |
| 27. Mai | Lothar Schilling                    | Reichsoberhandelsgerichtsrat                                                                       | 44    |       |
| 27. Mai | Eduard Schön                        | österreichischer Ministerialrat, Dichter und Komponist                                             | 54    |       |
| 27. Mai | Samuel Charles Whitbread            | britischer Politiker                                                                               | 83    |       |
| 28. Mai | Johann Classen-Kappelmann           | deutscher Unternehmer und Politiker                                                                | 62    |       |
| 28. Mai | Louis Fréderic Jacques Ravené       | deutscher Industrieller, Mäzen                                                                     | 55    |       |
| 28. Mai | Martin Zimmermann                   | Schweizer Politiker                                                                                | 59    |       |
| 31. Mai | Johann Christoph Gloy               | deutscher Theaterschauspieler und -regisseur                                                       | 84    |       |
| 31. Mai | Ebon C. Ingersoll                   | US-amerikanischer Politiker                                                                        | 47    |       |
| 31. Mai | Hermann Friedrich Christoph Lehmann | deutscher Altphilologe, Gymnasiallehrer und Historiker                                             | 57    |       |
| 31. Mai | Johann von Schraudolph              | deutscher Maler und Radierer                                                                       | 70    |       |

## Juni
| Tag      | Name                                   | Beruf, bekannt als                                                                                             | Alter | Beleg |
| -------- | -------------------------------------- | --- | ----- | ----- |
| 1. Juni  | Napoléon Eugène Louis Bonaparte        | Prinz von Frankreich                                                                                           | 23    |       |
| 1. Juni  | Eduard Bost                            | deutscher Opernsänger (Bass), Theaterschauspieler und Komiker                                                  | 66    |       |
| 1. Juni  | Carl Giskra                            | österreichischer Staatsmann                                                                                    | 59    |       |
| 1. Juni  | Josef Thaddeus Lumbe von Mallonitz     | Landwirtschaftsfachmann und Politiker                                                                          | 78    |       |
| 1. Juni  | Charles Marville                       | französischer Fotograf                                                                                         | 65    |       |
| 1. Juni  | James Shields                          | US-amerikanischer Senator von Illinois, Minnesota und Missouri                                                 | 73    |       |
| 3. Juni  | Frances Ridley Havergal                | englische Dichterin und Komponistin                                                                            | 42    |       |
| 3. Juni  | Lionel de Rothschild                   | britischer Bankier und Politiker                                                                               | 70    |       |
| 4. Juni  | Eduard Basta                           | deutscher Opernsänger                                                                                          | 33    |       |
| 4. Juni  | Carl Heinrich Dettmer                  | deutscher Pädagoge und Politiker                                                                               | 68    |       |
| 4. Juni  | Karl Friedrich Wilhelm Wander          | deutscher Pädagoge und Sprichwortsammler                                                                       | 75    |       |
| 5. Juni  | August Krönig                          | deutscher Chemiker und Physiker                                                                                | 56    |       |
| 6. Juni  | Henry Fisk Janes                       | US-amerikanischer Politiker                                                                                    | 86    |       |
| 6. Juni  | Cornelius Müller                       | deutscher klassischer Philologe und Gymnasiallehrer                                                            | 85    |       |
| 7. Juni  | Siegfried Kapper                       | böhmischer Schriftsteller, Übersetzer und Arzt jüdischer Herkunft                                              | 59    |       |
| 7. Juni  | Martin Joseph Savelsberg               | deutscher Theologe, Philologe und Pädagoge                                                                     | 64    |       |
| 7. Juni  | Friedrich Thomas                       | deutscher Porträt- und Historien-Maler                                                                         | 73    |       |
| 8. Juni  | Wilhelm Mantels                        | deutscher Pädagoge, Historiker und Bibliothekar                                                                | 62    |       |
| 8. Juni  | Daniel von Schoeler                    | preußischer Offizier, zuletzt Generalleutnant                                                                  | 79    |       |
| 9. Juni  | Johann Fillunger                       | österreichischer Techniker und Statistiker                                                                     | 71    |       |
| 9. Juni  | Ludwig Hallberger                      | deutscher Buchhändler und Verleger                                                                             | 82    |       |
| 9. Juni  | Eduard Osenbrüggen                     | deutsch-schweizerischer Rechtswissenschaftler, Kriminalist und Reiseschriftsteller                             | 69    |       |
| 9. Juni  | Alexander Konstantinowitsch Solowjow   | russischer Revolutionär                                                                                        | 32    |       |
| 10. Juni | Diederik Jacobus den Beer Poortugael   | niederländischer Offizier und Poet und Ritter des Militär-Wilhelms-Orden                                       | 79    |       |
| 10. Juni | Henry Noel Humphreys                   | englischer Schriftsteller und Illustrator                                                                      | 69    |       |
| 11. Juni | Bernhard Nickel                        | deutscher Förster und Politiker                                                                                | 84    |       |
| 11. Juni | Wilhelm von Oranien-Nassau             | Prinz von Oranien-Nassau, Prinz der Niederlande, und ältester Sohn des Königs Wilhelm III.                     | 38    |       |
| 14. Juni | Theodor Altwasser                      | deutscher Schriftsteller und Dichter                                                                           | 55    |       |
| 14. Juni | Marcus Edinger                         | Textilfabrikant und Landtagsabgeordneter Großherzogtum Hessen                                                  | 58    |       |
| 14. Juni | August Bernhardt                       | deutscher Forstwirt                                                                                            | 47    |       |
| 14. Juni | Karl Rosenkranz                        | deutscher Philosoph und Hegel und Denis Diderot-Biograph                                                       | 74    |       |
| 15. Juni | Franklin Corwin                        | US-amerikanischer Politiker                                                                                    | 61    |       |
| 15. Juni | Ignacio Ramírez                        | mexikanischer Politiker                                                                                        | 60    |       |
| 16. Juni | Joseph Lindner                         | deutscher katholischer Geistlicher und Politiker, MdR                                                          | 53    |       |
| 16. Juni | Christian Zöppritz                     | Landtagsabgeordneter Großherzogtum Hessen                                                                      | 83    |       |
| 17. Juni | Joseph Sprißler                        | Abgeordneter der Frankfurter Nationalversammlung                                                               | 84    |       |
| 17. Juni | Domenico Carafa della Spina di Traetto | italienischer Geistlicher, Erzbischof von Benevent und Kardinal                                                | 73    |       |
| 18. Juni | Wilhelm Franz von Bibra                | österreichischer General                                                                                       | 55    |       |
| 18. Juni | Heinrich Böie                          | deutscher Violinist, Komponist und Musikalienhändler                                                           | 53    |       |
| 18. Juni | Frederick W. Green                     | US-amerikanischer Politiker                                                                                    | 63    |       |
| 19. Juni | Robert von Erlach                      | Schweizer Gutsbesitzer und Politiker                                                                           | 84    |       |
| 19. Juni | Ludwig Waag                            | badischer Generalleutnant, preußischer General der Infanterie, Gouverneur der Festung Rastatt                  | 67    |       |
| 23. Juni | Leopold Blotnitzki                     | russischer Eisenbahningenieur                                                                                  | 61    |       |
| 23. Juni | Melchior Zumbühl                       | Schweizer Politiker                                                                                            | 50    |       |
| 24. Juni | Franz Xaver Chwatal                    | tschechischer Komponist und Musikpädagoge                                                                      | 71    |       |
| 24. Juni | Carl Ebenau                            | deutscher Biblikothekar                                                                                        | 79    |       |
| 24. Juni | Julius Eduard Ludwig Gensichen         | deutscher Jurist, Oberbürgermeister von Frankfurt (Oder) (1838–1850)                                           | 81    |       |
| 24. Juni | Charles Hays                           | US-amerikanischer Plantagenbesitzer und Politiker sowie konföderierter Offizier                                | 45    |       |
| 24. Juni | Robert M. Knapp                        | US-amerikanischer Politiker                                                                                    | 48    |       |
| 25. Juni | William Fothergill Cooke               | englischer Erfinder, arbeitete mit Charles Wheatstone an der Entwicklung der elektrischen Telegrafie           | 73    |       |
| 25. Juni | Albert Weber                           | deutsch-amerikanischer Klavierfabrikant                                                                        | 50    |       |
| 26. Juni | Richard Heron Anderson                 | General der Konföderierten Staaten von Amerika im Amerikanischen Bürgerkrieg                                   | 57    |       |
| 26. Juni | Franz Sitte                            | österreichischer Baumeister und Architekt                                                                      | 60    |       |
| 26. Juni | Carl-Friedrich Zimpel                  | deutscher Esoteriker                                                                                           | 77    |       |
| 27. Juni | Marguerite Bays                        | Schweizer Mystikerin, Selige                                                                                   | 63    |       |
| 27. Juni | Wilhelm Laurop                         | deutscher Forstmann                                                                                            |       |       |
| 28. Juni | Alexander Keith Johnston               | britischer Kartograph                                                                                          | 34    |       |
| 28. Juni | Julius Larz                            | deutscher Richter und Abgeordneter                                                                             | 73    |       |
| 29. Juni | Albert Borsche                         | deutscher Jurist und preußischer Verwaltungsbeamter und Politiker                                              | 69    |       |
| 29. Juni | Fidelis Butsch                         | deutscher Buchhändler und Bibliophiler                                                                         | 74    |       |
| 29. Juni | Apolinary Kątski                       | polnischer Violinist, Komponist und Pädagoge                                                                   | 53    |       |
| 29. Juni | Hermann Engelhard von Nathusius        | deutscher Zoologe und Tierzüchter                                                                              | 69    |       |
| 29. Juni | Franz Michael Rudhart                  | deutscher Musikschriftsteller und Verwaltungsbeamter                                                           | 49    |       |
| 30. Juni | Betty Fröhlich                         | österreichische Musikerin und Sängerin sowie Blumen- und Porträt-Miniaturmalerin, Kopistin und Kunsterzieherin | 81    |       |
| 30. Juni | Maximilian August von Loë              | Gutsbesitzer, MdR                                                                                              | 61    |       |
| 30. Juni | Magnobonus Markmiller                  | Gründer der Bayerischen Provinz der barmherzigen Brüder, und erster Provinzial                                 | 78    |       |

## Juli
| Tag      | Name                                              | Beruf, bekannt als                                                                                          | Alter | Beleg |
| -------- | ------------------------------------------------- | --- | ----- | ----- |
| 1. Juli  | Heinrich Leuthold                                 | Schweizer Dichter                                                                                           | 51    |       |
| 1. Juli  | Rosalie Falk                                      | deutsche Schriftstellerin und Pädagogin                                                                     | 75    |       |
| 2. Juli  | Henri Reymond                                     | Schweizer Politiker                                                                                         | 59    |       |
| 2. Juli  | Franz Waller                                      | Schweizer Politiker und Manager                                                                             | 75    |       |
| 3. Juli  | Carl Gottlieb Peschel                             | deutscher Maler der Nazarener                                                                               | 81    |       |
| 3. Juli  | Fritz Mende                                       | deutscher sozialdemokratischer Politiker, Präsident des Lassalleschen Allgemeinen Deutschen Arbeitervereins | 35    |       |
| 4. Juli  | Carl Ferger                                       | Bürgermeister und Abgeordneter                                                                              | 61    |       |
| 6. Juli  | Jakob Friedrich Reiff                             | deutscher Philosoph; Rektor in Tübingen                                                                     | 68    |       |
| 6. Juli  | Henry Smart                                       | englischer Organist und Komponist                                                                           | 65    |       |
| 7. Juli  | George Caleb Bingham                              | Maler des US-amerikanischen Realismus und Politiker                                                         | 68    |       |
| 7. Juli  | Wilhelm Hertzberg                                 | deutscher Philologe und Übersetzer, Mitglied der Bremer Bürgerschaft                                        | 66    |       |
| 7. Juli  | Abram B. Olin                                     | US-amerikanischer Jurist und Politiker                                                                      | 70    |       |
| 7. Juli  | Béla Wenckheim                                    | österreich-ungarischer Politiker                                                                            | 68    |       |
| 9. Juli  | Theoktist Blažewicz                               | orthodoxer Metropolit, Theologe, Grammatiker und Romanist der Bukowina                                      | 72    |       |
| 9. Juli  | Georg Aenotheus Koch                              | deutscher Altphilologe und Lexikograf                                                                       | 76    |       |
| 10. Juli | Gideon von Camuzi                                 | deutscher Gutsherr, Bürgermeister und bayerischer Landtagsabgeordneter                                      | 79    |       |
| 10. Juli | Peter von Drachenfels                             | kurländischer Kreismarschall                                                                                | 84    |       |
| 11. Juli | William Allen                                     | US-amerikanischer Politiker                                                                                 | 75    |       |
| 11. Juli | Georg David Hardegg                               | Begründer der Deutschen Tempelgesellschaft                                                                  | 67    |       |
| 11. Juli | Jacques-Antoine Moerenhout                        | belgischer Kaufmann, Abenteurer, Diplomat und Reiseschriftsteller                                           | 83    |       |
| 11. Juli | Johann Friedrich Wilhelm Wegener                  | deutscher Maler                                                                                             | 67    |       |
| 12. Juli | Friedrich von Specht                              | hessischer Generalmajor, preußischer Generalleutnant, Autor                                                 | 75    |       |
| 13. Juli | Robert Schlumberger von Goldeck                   | österreichischer Sekthersteller und Unternehmer                                                             | 64    |       |
| 14. Juli | Auguste Barbereau                                 | französischer Komponist                                                                                     | 79    |       |
| 14. Juli | Thomas Maclear                                    | britischer Astronom                                                                                         | 85    |       |
| 14. Juli | Marcello                                          | Schweizer Malerin und Bildhauerin                                                                           | 43    |       |
| 15. Juli | Johann Friedrich von Brandt                       | deutscher Naturforscher, Arzt, Zoologe und Botaniker                                                        | 77    |       |
| 16. Juli | Alexander Cummings                                | US-amerikanischer Politiker, Gouverneur von Colorado                                                        | 68    |       |
| 16. Juli | Konrad Martin                                     | Bischof von Paderborn                                                                                       | 67    |       |
| 16. Juli | Maria Theresia von Savoyen                        | Tochter von König Viktor Emanuel I                                                                          | 75    |       |
| 16. Juli | Gottfried Schlegtendal                            | deutscher Jurist und Politiker                                                                              | 75    |       |
| 16. Juli | Ignaz von Schurda                                 | österreichischer Beamter und Politiker                                                                      | 57    |       |
| 17. Juli | Maurycy Gottlieb                                  | polnischer Maler                                                                                            |       |       |
| 17. Juli | George Gillis Haanen                              | niederländischer Landschafts-, Porträt- und Genremaler                                                      | 71    |       |
| 17. Juli | Vinzenz Schlechta von Wschehrd                    | österreichischer Offizier                                                                                   | 80    |       |
| 18. Juli | William Farquhar Barry                            | General der U.S. Army                                                                                       | 60    |       |
| 18. Juli | Wilhelm Denhard                                   | deutscher Politiker                                                                                         | 71    |       |
| 18. Juli | Karl von Weber                                    | deutscher Historiker                                                                                        | 73    |       |
| 19. Juli | George William Drory                              | britischer Ingenieur und Gaswerkunternehmer                                                                 | 76    |       |
| 19. Juli | Louis Favre                                       | Schweizer Ingenieur, verantwortlich für den Bau des Gotthardtunnels                                         | 53    |       |
| 19. Juli | Johann Gradt                                      | österreichischer Architekt und Denkmalpfleger                                                               | 47    |       |
| 19. Juli | Carl Georg von Sievers                            | russischer Archäologe                                                                                       | 64    |       |
| 20. Juli | Detloff Karsten                                   | deutscher Jurist, Bürgermeister von Rostock                                                                 | 91    |       |
| 21. Juli | Heinrich Langethal                                | deutscher Pädagoge                                                                                          | 86    |       |
| 23. Juli | Karl Sell                                         | deutscher Rechtswissenschaftler                                                                             | 69    |       |
| 25. Juli | Marie-Pierre Hamel                                | französischer Orgelbauer und Richter                                                                        | 93    |       |
| 25. Juli | Heinrich Heppe                                    | protestantischer Theologe, Dogmatiker und Kirchenhistoriker                                                 | 59    |       |
| 25. Juli | Hermann Krupp                                     | österreichischer Unternehmer                                                                                | 65    |       |
| 25. Juli | Ferdinand Ochs                                    | preußischer Verwaltungsbeamter                                                                              | 55    |       |
| 26. Juli | Robert Ward Johnson                               | US-amerikanischer Politiker                                                                                 | 65    |       |
| 27. Juli | Friedrich Carl Dilchert                           | deutscher Kaufmann und Bürgermeister                                                                        | 74    |       |
| 27. Juli | Friedrich von Gerolt                              | deutscher Politiker und Botschafter (Washington D. C., USA)                                                 | 82    |       |
| 27. Juli | Philipp von Ingelheim gen. Echter von Mespelbrunn | k. k. Rittmeister, Abgeordneter im nassauischen Landtag                                                     | 77    |       |
| 27. Juli | Wilhelm Lotz                                      | deutscher Architekt und Kunsthistoriker                                                                     | 49    |       |
| 28. Juli | Wilhelm zu Mecklenburg                            | preußischer Offizier, zuletzt General                                                                       | 52    |       |
| Juli     | Franz Joseph Stradal                              | deutschböhmischer Jurist, Politiker und Mäzen                                                               | 66    |       |

## August
| Tag        | Name                                    | Beruf, bekannt als                                                                | Alter | Beleg |
| ---------- | --------------------------------------- | --------------------------------------------------------------------------------- | ----- | ----- |
| 1. August  | Wenzel Babinsky                         | böhmischer Räuber                                                                 | 82    |       |
| 1. August  | Rudolph Anton Lucas von Cranach         | deutscher Politiker, MdR                                                          | 55    |       |
| 1. August  | August Geib                             | deutscher frühsozialistischer Lyriker, Buchhändler und Politiker (ADAV, SPD), MdR | 37    |       |
| 1. August  | Albert von Obernitz                     | preußischer Generalmajor                                                          | 75    |       |
| 1. August  | John O’Brien                            | britischer Geistlicher und römisch-katholischer Bischof von Kingston              | 47    |       |
| 2. August  | Kazimierz Władysław Wóycicki            | polnischer Schriftsteller                                                         | 72    |       |
| 3. August  | Joseph Severn                           | englischer Maler                                                                  | 85    |       |
| 3. August  | August von Wächter                      | deutscher Diplomat und Minister                                                   | 72    |       |
| 4. August  | Adelaide Kemble                         | englische Opernsängerin                                                           | 64    |       |
| 4. August  | Albert Franz von Rößler                 | deutscher Polizeidirektor und preußischer Amtmann                                 | 64    |       |
| 5. August  | Charles Albert Fechter                  | französisch-englischer Schauspieler                                               | 54    |       |
| 6. August  | Charles Bontems                         | Schweizer Politiker, Divisionär und Richter                                       | 83    |       |
| 6. August  | Johann von Lamont                       | schottisch-deutscher Astronom und Physiker                                        | 73    |       |
| 6. August  | Georg Christoph Levison                 | deutscher Handelspionier und Entdecker                                            | 34    |       |
| 7. August  | August von Cetto                        | königlich bayerische Diplomat, Staatsrat und Kämmerer                             | 84    |       |
| 7. August  | Lovrenc Košir                           | österreichischer Beamter, Pionier der Briefmarke                                  | 75    |       |
| 8. August  | Immanuel Hermann Fichte                 | deutscher Theologe und Philosoph                                                  | 83    |       |
| 8. August  | Friedrich Scheffer                      | deutscher konservativer Politiker im Kurfürstentum Hessen                         | 78    |       |
| 9. August  | Michael Anding                          | deutscher Musikdirektor und Volksliedersammler                                    | 68    |       |
| 9. August  | Louise Beck                             | deutsche Mystikerin                                                               | 57    |       |
| 10. August | George Long                             | englischer Altphilologe und Altertumswissenschaftler                              | 78    |       |
| 10. August | Louis Vulliemin                         | Schweizer Historiker                                                              | 81    |       |
| 11. August | Jan Swerts                              | belgischer Maler                                                                  | 58    |       |
| 12. August | Godfrey Hattenbach                      | deutsch-amerikanischer Unternehmer und Stadtgründer                               | 66    |       |
| 12. August | Peter Heise                             | dänischer Komponist                                                               | 49    |       |
| 14. August | Franz August Eichmann                   | preußischer Innenminister                                                         | 86    |       |
| 15. August | Urs Viktor Vigier                       | Schweizer Jurist und Politiker                                                    | 65    |       |
| 16. August | Johann Huber                            | Schweizer Geistlicher                                                             | 67    |       |
| 16. August | Aloys Pollender                         | deutscher Arzt und Entdecker des Milzbranderregers                                | 80    |       |
| 17. August | Otto Funke                              | deutscher Physiologe und Hochschullehrer                                          | 50    |       |
| 17. August | Theodor Witte                           | deutscher Verwaltungsjurist und Versicherungsmanager                              | 68    |       |
| 19. August | Iduna Laube                             | sächsisch-österreichische Frauenrechtlerin                                        | 70    |       |
| 20. August | Leroy Welsh                             | US-amerikanischer Jurist und Politiker                                            | 35    |       |
| 21. August | Edward Gordon, Baron Gordon of Drumearn | schottisch-britischer Jurist und Politiker                                        | 65    |       |
| 21. August | Otto Wilhelm von Königsmarck            | deutscher Rittergutsbesitzer und Parlamentarier                                   | 39    |       |
| 21. August | Ludwig Vogel                            | Schweizer Maler                                                                   | 91    |       |
| 22. August | Octave Delepierre                       | belgischer Diplomat und Historiker                                                | 75    |       |
| 22. August | Friedrich August Kummer der Jüngere     | deutscher Cellist und Komponist                                                   | 82    |       |
| 22. August | Dmytro Lysohub                          | ukrainischer Populist und Revolutionär im Russischen Reich                        | 30    |       |
| 24. August | John Wheeler Bunton                     | US-amerikanischer Jurist, Siedler, Offizier und Politiker                         | 72    |       |
| 24. August | Théodore de Montpellier                 | belgischer Geistlicher, Bischof von Lüttich                                       | 72    |       |
| 24. August | John C. Ten Eyck                        | US-amerikanischer Politiker                                                       | 65    |       |
| 25. August | William Duer                            | US-amerikanischer Politiker und Jurist                                            | 74    |       |
| 25. August | Johann Friedrich Eich                   | Lehrer und Politiker                                                              | 67    |       |
| 26. August | Josep Caixal i Estradé                  | Co-Fürst von Andorra, Bischof von Urgell                                          | 76    |       |
| 26. August | Édouard Chassaignac                     | französischer Chirurg                                                             | 74    |       |
| 27. August | Rowland Hill                            | Reformator des englischen Postwesens                                              | 83    |       |
| 27. August | Henriette Nissen-Saloman                | schwedische Opernsängerin                                                         | 60    |       |
| 28. August | Thaddäus von Chlapowski                 | preußischer Rittergutsbesitzer und Politiker                                      | 53    |       |
| 28. August | Julius Fleischmann                      | deutscher Zeichner, Kupferstecher und Zeichenlehrer                               | 66    |       |
| 28. August | Isidoro La Lumia                        | italienischer Politiker und Historiker                                            | 55    |       |
| 29. August | Rees Bowen                              | US-amerikanischer Politiker                                                       | 70    |       |
| 29. August | Jeanne Jugan                            | französische Ordensgründerin und Heilige der römisch-katholischen Kirche          | 86    |       |
| 29. August | Ernst Vogel                             | deutscher Theologe und Politiker                                                  | 68    |       |
| 30. August | John Bell Hood                          | General der Konföderierten im amerikanischen Bürgerkrieg                          | 48    |       |
| 30. August | Olivier Sarony                          | Fotograf, Daguerreotypist                                                         |       |       |
| August     | Alphonse Thys                           | französischer Komponist                                                           | 72    |       |

## September
| Tag           | Name                      | Beruf, bekannt als                                                                                  | Alter | Beleg |
| ------------- | ------------------------- | --------------------------------------------------------------------------------------------------- | ----- | ----- |
| 1. September  | Sixt Karl Kapff           | deutscher evangelischer Theologe, Pietist                                                           | 73    |       |
| 2. September  | Bernhard Becker           | Schweizer evangelischer Geistlicher und Sozialpolitiker                                             | 60    |       |
| 2. September  | John Dougherty            | US-amerikanischer Politiker                                                                         | 78    |       |
| 3. September  | Louis Cavagnari           | britischer Offizier                                                                                 | 38    |       |
| 4. September  | Edward Blore              | britischer Architekt                                                                                | 91    |       |
| 4. September  | Johann Burger             | österreichischer Arzt, Gymnasialdirektor und Politiker                                              | 71    |       |
| 5. September  | Adolf Harleß              | deutscher Theologe                                                                                  | 72    |       |
| 5. September  | John Kerr junior          | US-amerikanischer Politiker                                                                         | 68    |       |
| 6. September  | Johannes Ludwig           | deutscher Bürgermeister und Mitglied des kurhessischen Kommunallandtags                             | 64    |       |
| 6. September  | Amédée de Noé             | französischer Karikaturist                                                                          | 60    |       |
| 7. September  | Shepherd Leffler          | US-amerikanischer Politiker                                                                         | 68    |       |
| 7. September  | George Westermann         | deutscher Verleger                                                                                  | 69    |       |
| 8. September  | Johannes Amsinck          | deutscher Kaufmann, Unternehmer und Mäzen                                                           | 87    |       |
| 8. September  | William Morris Hunt       | US-amerikanischer Maler                                                                             | 55    |       |
| 8. September  | Georg Schmitz             | Landtagsabgeordneter Großherzogtum Hessen                                                           | 60    |       |
| 9. September  | Pál Rajner                | ungarischer Politiker und Innenminister                                                             | 51    |       |
| 10. September | Heinrich Gossler          | deutscher Kaufmann                                                                                  | 74    |       |
| 11. September | John D. McCrate           | US-amerikanischer Politiker                                                                         | 76    |       |
| 12. September | Karl Cöster               | deutscher Landrat und Mitglied des Preußischen Abgeordnetenhauses                                   | 63    |       |
| 12. September | Chapin Hall               | US-amerikanischer Politiker                                                                         | 63    |       |
| 13. September | William Wilson Saunders   | britischer Botaniker und Entomologe                                                                 | 70    |       |
| 14. September | Bernhard von Cotta        | deutscher Geologe und Bergbau-Wissenschaftler                                                       | 70    |       |
| 14. September | Pryor Lea                 | US-amerikanischer Politiker                                                                         | 85    |       |
| 16. September | Georg Friedrich Böhringer | deutscher Theologe                                                                                  | 66    |       |
| 16. September | Johann Matthäus Jäger     | Bürgermeister und Mitglied der kurhessischen Ständeversammlung                                      | 76    |       |
| 17. September | Rudolf Handel             | österreichischer Politiker                                                                          | 58    |       |
| 17. September | Camillo Rondani           | italienischer Entomologe                                                                            | 70    |       |
| 17. September | Eugène Viollet-le-Duc     | französischer Architekt, Denkmalpfleger und Kunsthistoriker                                         | 65    |       |
| 18. September | Josef Cosack              | deutscher Industrieller                                                                             | 78    |       |
| 18. September | Daniel Drew               | US-amerikanischer Geschäftsmann                                                                     | 82    |       |
| 18. September | Malbim                    | orthodoxer Rabbiner, Gegner der Reformbewegung                                                      |       |       |
| 20. September | Julius Hartmann           | deutscher evangelischer Theologe und Kirchenhistoriker                                              | 73    |       |
| 20. September | William Valk              | US-amerikanischer Arzt und Politiker                                                                | 72    |       |
| 21. September | Bernhard Joseph Féaux     | deutscher Lehrer und naturwissenschaftlicher Autor                                                  | 58    |       |
| 21. September | Edvard Emil Meyer         | dänischer Kaufmann und kommissarischer Inspektor in Grönland                                        | 75    |       |
| 21. September | Gregorio Juárez Sacasa    | nicaraguanischer Politiker und (vom 19. Oktober bis 15. November 1857) Mitglied der Regierungsjunta | 79    |       |
| 22. September | Asahel W. Hubbard         | US-amerikanischer Politiker                                                                         | 60    |       |
| 22. September | Nina Sontag               | deutsche Schauspielerin und Nonne                                                                   | 67    |       |
| 23. September | Gustav Ritter von Epstein | österreichischer Industrieller und Bankier                                                          |       |       |
| 23. September | James Nack                | US-amerikanischer Dichter                                                                           | 70    |       |
| 25. September | Franz Feldner             | österreichischer Anwalt und Politiker, Landtagsabgeordneter                                         | 60    |       |
| 25. September | Theodor Guilleaume        | deutscher Unternehmer, Hanf- und Drahtseilfabrikant                                                 | 67    |       |
| 26. September | Théodore Bachelet         | französischer Historiker                                                                            | 59    |       |
| 26. September | Colin Francis MacKinnon   | kanadischer römisch-katholischer Bischof                                                            | 69    |       |
| 26. September | Joseph de Mose Piza       | deutscher Rabbiner, Kantor, Journalist und Übersetzer                                               | 55    |       |
| 26. September | José Antonio Saco         | kubanischer Journalist                                                                              | 82    |       |
| 27. September | Nathan Evans              | US-amerikanischer Politiker                                                                         | 75    |       |
| 27. September | Henry How                 | kanadischer Chemiker, Geologe und Mineraloge                                                        |       |       |
| 27. September | Ludwig Georg von Oertzen  | Landrat, Reichstagsabgeordneter                                                                     | 75    |       |
| 28. September | August Braun              | deutscher Politiker (NLP), MdR                                                                      | 58    |       |
| 28. September | Karl Friedrich Mohr       | deutscher Naturwissenschaftler und Pharmazeut                                                       | 72    |       |
| 28. September | John Wise                 | US-amerikanischer Ballonfahrer deutscher Abstammung                                                 | 71    |       |
| 29. September | Eduard Fenzl              | österreichischer Botaniker                                                                          | 71    |       |
| 29. September | Emil Wolff                | deutscher Bildhauer                                                                                 | 77    |       |
| 30. September | Félicien Chapuis          | belgischer Entomologe                                                                               | 55    |       |
| 30. September | Edgar zu Erbach-Fürstenau | Landtagsabgeordneter Großherzogtum Hessen, Oberst                                                   | 61    |       |
| 30. September | Francis Gillette          | US-amerikanischer Politiker                                                                         | 71    |       |
| 30. September | Josif Sokolski            | bulgarischer Geistlicher, erstes Oberhaupt der Bulgarisch-Katholischen Kirche                       |       |       |
| 30. September | Friedrich Tamnau          | deutscher Bankier, Mineraloge und Mineraliensammler                                                 | 76    |       |

## Oktober
| Tag         | Name                           | Beruf, bekannt als | Alter | Beleg |
| ----------- | ------------------------------ | --- | ----- | ----- |
| 1. Oktober  | Ernst von Hartung              | österreichischer Feldzeugmeister und Militärtheoretiker | 71    |       |
| 2. Oktober  | Nikolaus Baur                  | deutscher Maler | 62    |       |
| 4. Oktober  | Georg von Graevenitz           | preußischer Generalmajor | 55    |       |
| 4. Oktober  | Marcus Junius Parrott          | US-amerikanischer Politiker | 50    |       |
| 6. Oktober  | Charles Fortuné Willermoz      | französischer Pomologe | 75    |       |
| 6. Oktober  | Joseph Wispauer                | deutscher Kaufmann, Gastwirt und Abgeordneter des Bayerischen Landtags | 94    |       |
| 7. Oktober  | Joseph Gürster                 | bayerischer Richter, Landtagsabgeordneter und Abgeordneter des Zollparlaments | 67    |       |
| 7. Oktober  | William Henry Pope             | kanadischer Politiker | 54    |       |
| 8. Oktober  | Horatio Ballard                | US-amerikanischer Jurist und Politiker | 76    |       |
| 8. Oktober  | Miguel Grau Seminario          | peruanischer Admiral | 45    |       |
| 8. Oktober  | George Vickers                 | US-amerikanischer Politiker | 77    |       |
| 9. Oktober  | Isaiah D. Clawson              | US-amerikanischer Politiker | 57    |       |
| 9. Oktober  | Julius Albert Gruchot          | deutscher Rechtswissenschaftler und Jurist | 74    |       |
| 9. Oktober  | Alexander McKinstry            | US-amerikanischer Politiker | 57    |       |
| 10. Oktober | Carl Theodor Giller            | Seemann, Legionär, Landrat und Abgeordneter | 74    |       |
| 12. Oktober | Abner Lewis                    | US-amerikanischer Politiker | 78    |       |
| 12. Oktober | Karl Bernhard Stark            | deutscher klassischer Archäologe | 55    |       |
| 13. Oktober | Henry Charles Carey            | US-amerikanischer Nationalökonom | 85    |       |
| 13. Oktober | Kawaji Toshiyoshi              | japanischer Samurai, Modernisierer der japanischen Polizei | 45    |       |
| 13. Oktober | Adalbert Müller                | deutscher Schriftsteller und Landeskundler | 77    |       |
| 13. Oktober | Gustav von Neumann-Cosel       | preußischer Generalleutnant | 60    |       |
| 14. Oktober | Heinrich Brück                 | Deutscher und Bürgermeister der Stadt Worms | 64    |       |
| 14. Oktober | Karl Anton Eckert              | deutscher Komponist und Kapellmeister | 58    |       |
| 14. Oktober | Ferdinand Kürnberger           | österreichischer Schriftsteller | 58    |       |
| 15. Oktober | Friedrich Daniel Erhard        | deutscher Gerichtsmediziner und Badearzt | 79    |       |
| 15. Oktober | George Washington Patterson    | US-amerikanischer Politiker | 79    |       |
| 15. Oktober | George A. Starkweather         | US-amerikanischer Jurist und Politiker | 85    |       |
| 16. Oktober | Karl Dernfeld                  | deutscher Architekt und badischer Baubeamter, Bezirksbauinspektor in Baden-Baden | 48    |       |
| 16. Oktober | Sergei Michailowitsch Solowjow | russischer Historiker | 59    |       |
| 16. Oktober | Ludwig Adolf Spach             | elsässischer Historiker und Romanschriftsteller | 79    |       |
| 17. Oktober | Alfred Henry Garrod            | englischer Zoologe, Physiologe und Hochschullehrer | 33    |       |
| 17. Oktober | John Miers                     | britischer Botaniker und Bauingenieur | 90    |       |
| 18. Oktober | Stephen A. Corker              | US-amerikanischer Politiker | 49    |       |
| 19. Oktober | August Georg von Wickede       | deutscher Forstmann | 72    |       |
| 20. Oktober | Bernhard Ernst von Bülow       | dänischer und deutscher Staatsmann | 64    |       |
| 20. Oktober | Marcus Cassirer                | deutscher Textilfabrikant und Senator (Bayern) |       |       |
| 20. Oktober | Friedrich Wilhelm Theile       | deutscher Mediziner | 77    |       |
| 21. Oktober | Adam Ney                       | deutscher Bildhauer | 79    |       |
| 23. Oktober | Carl Ludwig Scheins            | deutscher Landschaftsmaler | 71    |       |
| 24. Oktober | Édouard-Théophile Blanchard    | französischer Maler | 35    |       |
| 24. Oktober | Johann Baptist Dähler          | Schweizer Politiker (Katholisch-Konservative) | 70    |       |
| 24. Oktober | José Pedro Varela              | uruguayischer Politiker, Soziologe, Schriftsteller und Journalist | 34    |       |
| 25. Oktober | Georg von Meyendorff           | deutsch-baltischer, russischer Offizier, zuletzt General der Kavallerie, Generaladjutant des Zaren und Präsident des Evangelisch-Lutherischen General-Konsistoriums im kaiserlichen Russland | 84    |       |
| 26. Oktober | Heinrich Gustav Plitt          | Lübecker Senator | 61    |       |
| 27. Oktober | Ludwig von Bodelschwingh       | deutscher Politiker | 68    |       |
| 27. Oktober | Heinrich Kreutz                | deutscher Industrieller und Politiker (DFP), MdR | 71    |       |
| 27. Oktober | John Wilkins Whitfield         | US-amerikanischer Politiker | 61    |       |
| 28. Oktober | Busso XVI. von Alvensleben     | General und Hofmarschall des Herzogs von Sachsen-Coburg-Gotha | 87    |       |
| 28. Oktober | Adalbert Inama                 | österreichischer Prämonstratenser und Missionar | 80    |       |
| 28. Oktober | Robert Römer                   | deutscher Rechtswissenschaftler und Politiker (DP), MdR | 56    |       |
| 29. Oktober | Mathew Duncan Ector            | US-amerikanischer Politiker, Jurist und Brigadegeneral der Konföderierten im Bürgerkrieg | 57    |       |
| 29. Oktober | Isaac N. Morris                | US-amerikanischer Politiker | 67    |       |
| 30. Oktober | James M. Cavanaugh             | US-amerikanischer Politiker | 56    |       |
| 30. Oktober | Friedrich Haagen               | deutscher Philologe und Historiker | 73    |       |
| 31. Oktober | Jacob Abbott                   | US-amerikanischer Jugendschriftsteller | 75    |       |
| 31. Oktober | Joseph Hooker                  | General der Nordstaaten im Amerikanischen Bürgerkrieg | 64    |       |
| 31. Oktober | Theophil von Podbielski        | preußischer General der Kavallerie | 65    |       |

## November
| Tag              | Name                              | Beruf, bekannt als                                                                                        | Alter | Beleg |
| ---------------- | --------------------------------- | --- | ----- | ----- |
| 1. November      | Zachariah Chandler                | US-amerikanischer Politiker                                                                               | 65    |       |
| 2. November      | David Einhorn                     | US-amerikanischer Reform-Rabbiner deutscher Herkunft                                                      | 69    |       |
| 2. November      | Carl d’Ester                      | deutscher Musikdirektor                                                                                   | 40/41 |       |
| 2. November      | Cäsar Klose                       | deutscher Richter und Parlamentarier                                                                      |       |       |
| 3. November      | Joseph Poelaert                   | belgischer Architekt                                                                                      | 62    |       |
| 4. November      | Friedrich Wilhelm Schneider       | deutscher Forstwissenschaftler und Mathematiker                                                           | 78    |       |
| 5. November      | James Clerk Maxwell               | schottischer Physiker                                                                                     | 48    |       |
| 7. November      | Lotte Zimmer                      | Zimmerwirtin und Pflegerin von Friedrich Hölderlin                                                        | 65    |       |
| 8. November      | Jan Baranowski                    | polnischer Astronom                                                                                       | 78    |       |
| 8. November      | Christian Adolf Lenk              | deutscher Diakon und evangelischer Pfarrer                                                                | 78    |       |
| 9. November      | Johann Rudolf Ringier             | Schweizer Politiker                                                                                       | 82    |       |
| 10. November     | Karl Bernth                       | böhmischer Dichter und Jurist                                                                             | 77    |       |
| 10. November     | Johann Barthlmä Leon              | österreichischer Buchdrucker und Verlagsbuchhändler                                                       | 77    |       |
| 10. November     | Richard Schell                    | US-amerikanischer Politiker                                                                               | 69    |       |
| 11. November     | Louis Désiré Besozzi              | französischer Komponist, Organist und Pianist                                                             | 65    |       |
| 11. November     | Johannes Seeberger                | österreichischer Schachkomponist                                                                          | 36    |       |
| 11. November     | Johann Baptista von Tscharner     | Schweizer Jurist und Politiker                                                                            | 64    |       |
| 12. November     | Jean-Charles Chenu                | französischer Zoologe (Malakologe)                                                                        | 71    |       |
| 12. November     | Jakob Heine                       | deutscher Mediziner und Entdecker der spinalen Kinderlähmung                                              | 79    |       |
| 13. November     | Carl Friedrich August Kühnscherf  | Schlossermeister und Obermeister (Vorsitzender einer Innung) in Dresden                                   | 71    |       |
| 15. November     | Friedrich Wilhelm Riese           | deutscher Librettist und Bühnenautor                                                                      |       |       |
| 16. November     | Charles-Joseph-Benoît d’Argenteau | belgischer Diplomat des Heiligen Stuhls, Erzbischof und Nuntius in München                                | 92    |       |
| 16. November     | Benning W. Jenness                | US-amerikanischer Politiker                                                                               | 73    |       |
| 16. November     | Franz Anton Schiefner             | deutsch-baltischer Sprachwissenschaftler und Ethnologe                                                    | 62    |       |
| 18. November     | Michel Chevalier                  | französischer Ökonom und Freihändler                                                                      | 73    |       |
| 18./19. November | Josef Lasser von Zollheim         | österreichischer Jurist und Politiker                                                                     | 65    |       |
| 18. November     | August Ferdinand Siemßen          | Kaufmann und Senator der Hansestadt Lübeck                                                                | 67    |       |
| 18. November     | Heinrich von Werthern             | preußischer Verwaltungsbeamter                                                                            | 40    |       |
| 19. November     | Ryszard Wincenty Berwiński        | polnischer Dichter                                                                                        | 62    |       |
| 19. November     | Takatsukasa Sukehiro              | japanischer Kampaku für Kōmei                                                                             | 71    |       |
| 20. November     | Carl Wolfgang von Ballestrem      | deutscher Majoratsherr und Industrieller                                                                  | 78    |       |
| 21. November     | Benjamin Franklin Mudge           | US-amerikanischer Anwalt, Geologe, Paläontologe und Lehrer                                                | 62    |       |
| 22. November     | Edmund Strother Dargan            | US-amerikanischer Jurist und Politiker                                                                    | 74    |       |
| 22. November     | Friedrich Havenstein              | deutscher Politiker                                                                                       | 46    |       |
| 23. November     | Maria Caroline Gibert de Lametz   | Fürstin von Monaco                                                                                        | 86    |       |
| 23. November     | Johan Waldenström                 | schwedischer Arzt                                                                                         |       |       |
| 24. November     | Knut Baade                        | norwegischer Maler                                                                                        | 71    |       |
| 25. November     | Ferdinand Nägele                  | deutscher Schlosser, Abgeordneter in der Frankfurter Nationalversammlung und im württembergischen Landtag | 71    |       |
| 26. November     | Charles Spackman Barker           | englischer Orgelbauer                                                                                     | 75    |       |
| 26. November     | Carl Eduard Hering                | deutscher Lehrer, Organist und Komponist                                                                  | 72    |       |
| 27. November     | Jan Hendrik Donker Curtius        | letzter Leiter der niederländischen Handelsstation Dejima in Japan                                        | 66    |       |
| 27. November     | Eleuterio Ramírez Molina          | chilenischer Nationalheld im Salpeterkrieg (1879–1883)                                                    | 42    |       |
| 28. November     | Henry Nicoll                      | US-amerikanischer Jurist und Politiker                                                                    | 67    |       |
| 28. November     | Friedrich Stehfen                 | deutscher Landwirt, Begründer eines Erziehungsheims und einer Präparandenanstalt                          | 70    |       |
| 29. November     | Johannes Bender                   | Bürgermeister und Mitglied der kurhessischen Ständeversammlung                                            | 75    |       |
| 29. November     | Heinrich Dorn                     | deutscher Politiker in der bayerischen Abgeordnetenkammer (Vereinigte Liberale)                           |       |       |
| 29. November     | Friedrich Michael Münzing         | Stearinkerzenfabrikant in Heilbronn                                                                       | 72    |       |
| 29. November     | Kaspar von Steinsdorf             | deutscher Jurist, Bürgermeister von München                                                               | 82    |       |
| 30. November     | Vilhelm Bjerring                  | dänischer Romanist und Politiker                                                                          | 74    |       |
| 30. November     | August Bournonville               | dänischer Tänzer und Choreograf                                                                           | 74    |       |
| 30. November     | Franz Ittenbach                   | deutscher Maler, der zur Düsseldorfer Gruppe der Nazarener gehörte                                        | 66    |       |
| 30. November     | Heinrich Schöpf                   | Bürgermeister und Abgeordneter                                                                            | 70    |       |
| 30. November     | Johannes Wildberger               | Schweizer Instrumentenmacher und Laienbehandler der Orthopädie                                            | 64    |       |

## Dezember
| Tag          | Name                                                  | Beruf, bekannt als                                                                          | Alter | Beleg |
| ------------ | ----------------------------------------------------- | ------------------------------------------------------------------------------------------- | ----- | ----- |
| 1. Dezember  | Carl Weyhe                                            | deutscher Verwaltungsbeamter                                                                | 90    |       |
| 2. Dezember  | Peter Acklin                                          | Schweizer Jurist, Journalist und Politiker                                                  | 58    |       |
| 2. Dezember  | Ferdinand Lindheimer                                  | deutsch-amerikanischer Botaniker und Verleger                                               | 78    |       |
| 4. Dezember  | Ludwig Kempf                                          | deutscher Bürgermeister und Abgeordneter                                                    | 66    |       |
| 5. Dezember  | Albert Berndt                                         | deutscher Jurist und Parlamentarier                                                         | 59    |       |
| 5. Dezember  | Thomas Fulter                                         | deutsch-französischer Bürgermeister, MdLA                                                   | 47    |       |
| 5. Dezember  | Carl Wilhelm Hübner                                   | deutscher Maler                                                                             | 65    |       |
| 5. Dezember  | Karl von Müller                                       | deutscher Gutsbesitzer, Landschaftsrat und Politiker (DHP), MdR                             | 69    |       |
| 5. Dezember  | Hermann Siegfried                                     | Schweizer Kartograf und Offizier                                                            | 60    |       |
| 6. Dezember  | William Cavendish-Scott-Bentinck, 5. Duke of Portland | britischer Aristokrat                                                                       | 79    |       |
| 6. Dezember  | Winthrop Welles Ketcham                               | US-amerikanischer Jurist und Politiker                                                      | 59    |       |
| 7. Dezember  | Jakob Meinrad Hegner                                  | Schweizer Politiker                                                                         | 66    |       |
| 7. Dezember  | Anton Langer                                          | österreichischer Schriftsteller und Journalist                                              | 55    |       |
| 7. Dezember  | Jón Sigurðsson                                        | Vorkämpfer für Islands Selbstständigkeit                                                    | 68    |       |
| 7. Dezember  | Adolf Georg Jakob von Thaden                          | Jurist                                                                                      | 50    |       |
| 8. Dezember  | Friedrich Hoffmann                                    | badischer Kriegsminister                                                                    | 84    |       |
| 8. Dezember  | Alfred Morrison Lay                                   | US-amerikanischer Politiker                                                                 | 43    |       |
| 8. Dezember  | Anton Teichlein                                       | deutscher Maler                                                                             | 59    |       |
| 9. Dezember  | Christian Peter Hansen                                | deutscher Chronist der Insel Sylt und Lehrer                                                | 76    |       |
| 9. Dezember  | Jakob Albert Jacobs                                   | belgischer Landschaftsmaler                                                                 | 67    |       |
| 9. Dezember  | Alexander Sadebeck                                    | deutscher Mineraloge und Geologe                                                            | 36    |       |
| 9. Dezember  | Carl Steinhäuser                                      | deutscher Bildhauer                                                                         | 66    |       |
| 11. Dezember | Amos Tuck                                             | US-amerikanischer Politiker                                                                 | 69    |       |
| 13. Dezember | Ferdinand Walter                                      | deutscher Jurist                                                                            | 85    |       |
| 13. Dezember | Julius Witt                                           | deutscher Theaterschauspieler und -leiter                                                   | 44    |       |
| 14. Dezember | Heinrich Christian Burckhardt                         | deutscher Forstwissenschaftler                                                              | 68    |       |
| 14. Dezember | Moriz Gmelin                                          | deutscher Archivar                                                                          | 40    |       |
| 14. Dezember | Claude-Étienne Minié                                  | französischer Erfinder                                                                      | 75    |       |
| 14. Dezember | Darwin Phelps                                         | US-amerikanischer Politiker                                                                 | 72    |       |
| 15. Dezember | August Thieme                                         | deutsch-US-amerikanischer Journalist und Politiker                                          | 58    |       |
| 16. Dezember | Buckner Stith Morris                                  | US-amerikanischer Politiker                                                                 | 79    |       |
| 16. Dezember | Johann Eduard Wappäus                                 | deutscher Geograph und Autor                                                                | 67    |       |
| 17. Dezember | Friedrich Wilhelm Grosman                             | deutscher Jurist und Politiker (Zentrum), MdR                                               | 63    |       |
| 17. Dezember | Gustav Hohenadl                                       | deutscher Richter und Politiker                                                             | 63    |       |
| 17. Dezember | Rudolf Reichenau                                      | deutscher Schriftsteller                                                                    | 62    |       |
| 17. Dezember | Maria W. Stewart                                      | US-amerikanische Lehrerin, Journalistin, Kämpferin gegen die Sklaverei und Frauenrechtlerin |       |       |
| 18. Dezember | Friedrich Emmerling                                   | deutscher Politiker                                                                         | 78    |       |
| 18. Dezember | Charles Mourain de Sourdeval                          | französischer Romanist und Dialektologe                                                     | 79    |       |
| 18. Dezember | Johann Jakob Stehlin der Ältere                       | Schweizer Politiker (FDP)                                                                   | 76    |       |
| 19. Dezember | Franz Boll                                            | deutscher Mediziner und Physiologe                                                          | 30    |       |
| 20. Dezember | Udo Gebhard Ferdinand von Alvensleben                 | Mitglied des preußischen Herrenhauses                                                       | 65    |       |
| 20. Dezember | Abner Hazeltine                                       | US-amerikanischer Politiker                                                                 | 86    |       |
| 20. Dezember | Wilhelm Lindemann                                     | deutscher Literaturhistoriker, Geistlicher und Politiker                                    | 51    |       |
| 23. Dezember | Giovanni Cavalli                                      | italienischer Generalleutnant                                                               | 71    |       |
| 24. Dezember | Anna Bochkoltz                                        | deutsche Sängerin und Komponistin                                                           | 64    |       |
| 24. Dezember | Friedrich Güll                                        | deutscher Dichter                                                                           | 67    |       |
| 24. Dezember | Eduard Friedrich Leybold                              | österreichischer Porträtmaler                                                               | 81    |       |
| 25. Dezember | Giuseppe Avezzana                                     | italienischer General                                                                       |       |       |
| 25. Dezember | Rudolf Buchheim                                       | deutscher Mediziner und Pharmakologe                                                        | 59    |       |
| 26. Dezember | Jakob Imobersteg                                      | Schweizer evangelischer Geistlicher, Heimatforscher und Dialektologe                        | 54    |       |
| 26. Dezember | Karl Fritsch                                          | österreichischer Geophysiker und Meteorologe                                                | 67    |       |
| 27. Dezember | Arnold Kock                                           | deutscher Unternehmer                                                                       | 57    |       |
| 28. Dezember | George Storrs                                         | US-amerikanischer Prediger                                                                  | 83    |       |
| 29. Dezember | Manuel de Araújo Porto-alegre                         | brasilianischer Dichter                                                                     | 73    |       |
| 29. Dezember | Juan Zavala de la Puente                              | Ministerpräsident von Spanien                                                               | 75    |       |
| 30. Dezember | Jean Baptiste Alphonse Dechauffour de Boisduval       | französischer Insektenforscher, Botaniker und Arzt                                          | 80    |       |
| 30. Dezember | Adelardo López de Ayala                               | spanischer Dichter und Politiker                                                            | 51    |       |
| 30. Dezember | Andreas David Mordtmann                               | deutscher Orientalist                                                                       | 68    |       |
| 30. Dezember | Samuel Stockton White                                 | amerikanischer Erfinder, Zahnarzt und Wissenschaftsautor                                    | 57    |       |
| 31. Dezember | Karl Ferdinand Dräxler                                | österreichischer Publizist, Lyriker, Erzähler und Übersetzer                                | 73    |       |
| 31. Dezember | George S. Houston                                     | US-amerikanischer Politiker, Gouverneur und Senator                                         | 68    |       |
| 31. Dezember | Friedrich Leybold                                     | deutscher Botaniker                                                                         | 52    |       |
| 31. Dezember | Alexander Pagenstecher                                | deutscher Augenarzt, Gründer der Augenheilanstalt in Wiesbaden                              | 51    |       |
| 31. Dezember | Mutius von Tommasini                                  | österreichischer Botaniker und Politiker                                                    | 85    |       |

## Datum unbekannt
| Tag | Name                                    | Beruf, bekannt als                                                     | Alter | Beleg |
| --- | --------------------------------------- | ---------------------------------------------------------------------- | ----- | ----- |
|     | Ludwig Achenbach                        | deutscher Jurist und Politiker                                         |       |       |
|     | Jules Anspach                           | belgischer Politiker                                                   |       |       |
|     | Jakob Becker                            | deutschstämmiger Klavierbauer                                          |       |       |
|     | Michael Abraham Behrens                 | deutscher Pelzhändler und erster jüdischer Kommunalpolitiker Hannovers |       |       |
|     | Ernst Philipp Berckemeyer               | deutscher Gutsbesitzer und Politiker                                   |       |       |
|     | Carlo Boniforti                         | italienischer Komponist, Organist und Musikpädagoge                    |       |       |
|     | Franz Anton Buscher                     | US-amerikanischer Bildhauer und Holzschnitzer                          |       |       |
|     | Karl Friedrich Deiters                  | deutscher Ökonom und Parlamentarier                                    |       |       |
|     | Hans Gustav Dittenberger von Dittenberg | deutscher Maler                                                        |       |       |
|     | Hermann Doergens                        | deutscher Historiker                                                   |       |       |
|     | Hermann Emden                           | deutscher Lithograph und Fotograf                                      | 64    |       |
|     | Louis Faure                             | Landschaftsmaler und Lithograph                                        |       |       |
|     | Ernestine Gindele                       | österreichische Opernsängerin                                          | ≈38   |       |
|     | Carl Götz                               | deutscher Verwaltungsbeamter                                           |       |       |
|     | Georg Haubold                           | deutscher Kartograph sowie Kupfer- und Stahlstecher                    |       |       |
|     | Caspar Melchior Kersting                | deutscher Orgelbauer                                                   | ≈64   |       |
|     | Ernst Carl Külbel                       | deutscher Offizier des Braunschweigischen Leibbataillons               |       |       |
|     | Little Thunder                          | Führer der Lakota-Indianer                                             |       |       |
|     | Joseph McCormick                        | US-amerikanischer Jurist und Politiker                                 |       |       |
|     | Pietro Musone                           | italienischer Komponist                                                |       |       |
|     | François Proth                          | französischer Mathematiker                                             |       |       |
|     | Friedrich Raht                          | deutscher Verwaltungsbeamter                                           |       |       |
|     | Hermann Ludwig Seefisch                 | deutscher Landschafts-, Genre- und Porträtmaler                        |       |       |
|     | Jakob Friedrich Studer                  | Schweizer Architekt                                                    |       |       |
|     | Hans Friedrich Georg Julius Sudendorf   | deutscher Historiker und Staatsarchivar                                |       |       |
|     | Aristotelis Valaoritis                  | griechischer Dichter                                                   |       |       |
|     | Constantin Vanotti                      | deutscher Kaufmann                                                     |       |       |
|     | Wilhelm Versing                         | deutscher Theaterschauspieler und Opernsänger (Bass/Bariton)           |       |       |
|     | Vartan Paşa                             | osmanisch-armenischer Autor und Beamter                                |       |       |